# Father and Son: or, The Curse of the Golden Land
Father and Son: or, The Curse of the Golden Land è un cortometraggio muto del 1913 diretto da Frederick A. Thomson (come Fred Thomson)

## Produzione
Il film fu prodotto dalla Vitagraph Company of America.

## Distribuzione
Distribuito dalla General Film Company, il film - un cortometraggio in due bobine - uscì nelle sale cinematografiche statunitensi il 9 agosto 1913.